# 日統客運
日統汽車客運股份有限公司（英語：SOLAR bus），簡稱日統客運，成立於1996年4月25日，總公司位於雲林縣斗六市，過去主要經營雲林縣、嘉義縣的公路客運及雲嘉地區與台北間的國道客運。2023年其國道旅運路線轉由統聯客運接手，專營雲林縣內公路客運。

## 歷史及大事記
- 1996年4月25日日統汽車客運股份有限公司成立，9月取得國道客運經營權籌設許可。
- 1997年2月，日統客運雲林地區（含嘉義縣梅山鄉）往返台北市五條國道客運路線陸續通車上路。
- 1999年間，配合雲林縣政府交通規劃，開闢行駛雲林縣市區公車往返草嶺、麥寮六輕工業區路線。
- 2001年底，配合臺北縣政府交通規劃，進駐板橋客運站提供營運服務，再增加行駛四條雲林縣經北二高國道客運路線及一條嘉義市至板橋的路線。
- 2007年3月1日雲林縣敬老行樂專車正式上路，雲林縣政府舉辦免費試乘宣導活動。
- 2010年交通部臺灣區國道高速公路局及交通部公路總局，因縱容日統客運擅自改道行駛國道非營運路線，而遭到中華民國監察院糾正[1]。
- 2014年11月18日，反應油價走跌，率先降價，來回最多省新台幣60元。
- 2016年5月23日【7000】、【7001】、【7003】及【7005】等4條國道客運路裁撤中壢交流道、桃園交流道及停靠服務
- 2016年7月16日【7000】【7006】兩條國道客運路線「梅山-斗六」路段提供DRTS服務
- 2016年8月12日裁撤【梅山站】直營售票處遷移並異動為代售站
- 2016年8月20日裁撤【臺西】、【油車】、【溪州】及【明道大學】等代售站結束營業
- 2016年9月1日【嘉義站】結束營業，重新調整【7005】路線中正大學站為起訖站
- 2017年2月5日【板橋客運站】結束營業【7003】、【7006】、【7007】、【7008】、【7009】路線停駛[2]
- 2017年12月1日，日統客運發佈聲明，自從高鐵雲林站通車後，搭乘雲林路線之乘客大幅度減少，不堪虧損，擬在2018年1月2日起取消所有國道路線65歲以上長者優惠票價；雲林縣台西鄉鄉長趙瑞和、四湖鄉鄉長蘇國瓏、麥寮鄉鄉長許忠富對此表達不滿，後續經交通部公路總局協調後暫緩[3]。
- 2018年8月3日，日統客運斗六站貼出求售、結束營業公告。日統客運董事長林義風表示，高鐵雲林站通車後，日統客運乘客大幅減少，日統客運確實有在考慮結束營運，但尚未定案[4]。
- 2018年8月4日，林義風表示，2017年日統客運生意最慘澹，全年剩下約60萬乘客，其中約3成5是老人乘客，配合老人半票優惠，每天開門就要虧損近新台幣10萬元；他近年來一直尋求日統客運轉型經營，但受限於法規、大環境等因素，確有困難，「目前可能先朝向縮編，也不排除結束營業可能」[5]。
- 2019年6月調整國道客運營運模式，【7000】、【7001】、【7002】及【7005】路線縮編更改為【7000】臺北-斗六（不停靠西螺）【7001】臺北-北港【7002】臺北-四湖【7005】臺北-民雄及短端班次【7002】北斗-四湖【7001】北港-西螺（西螺以北7000合併班次）【7005】西螺-民雄（西螺以北7001合併班次）
- 2020年1月1日北斗站結束營業並裁撤站位。
- 2021年12月3日，日統客運宣布2022年2月4日起斗六、四湖、北港、民雄往返台北等4條客運路線，停止營運。
- 2021年12月24日，日統客運宣布原訂2022年2月4日停駛的斗六、四湖、北港、民雄往返台北等4條客運路線，經中華民國交通部協調後決議繼續營業。
- 2023年1月16日停止【7005】路線及2月1日起停止【7000】、【7001】和【7002】等路線國道旅運的營業，經公路總局協調後均由統聯客運接手。[6]

## 營業場站

### 車站

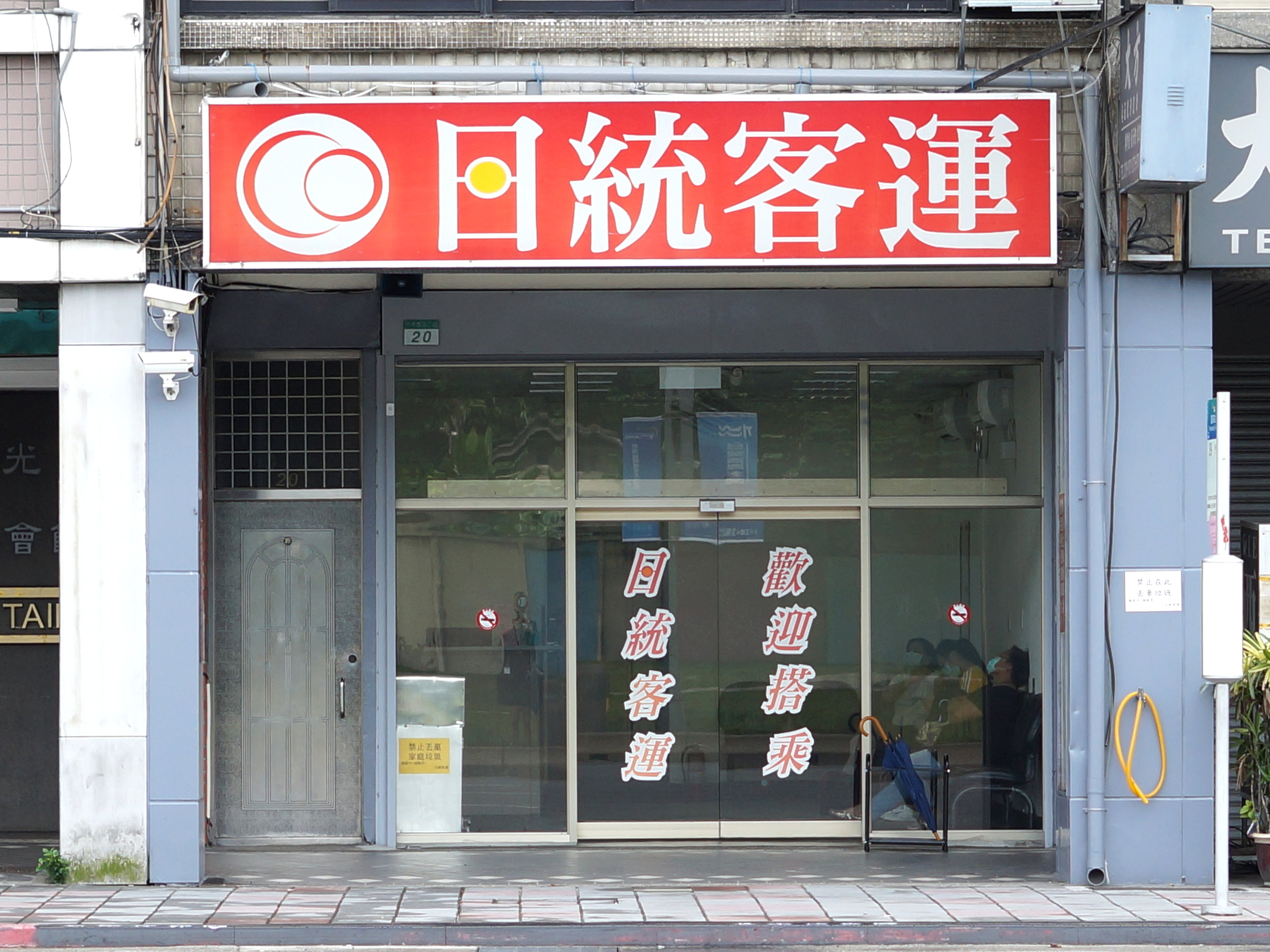
台北站

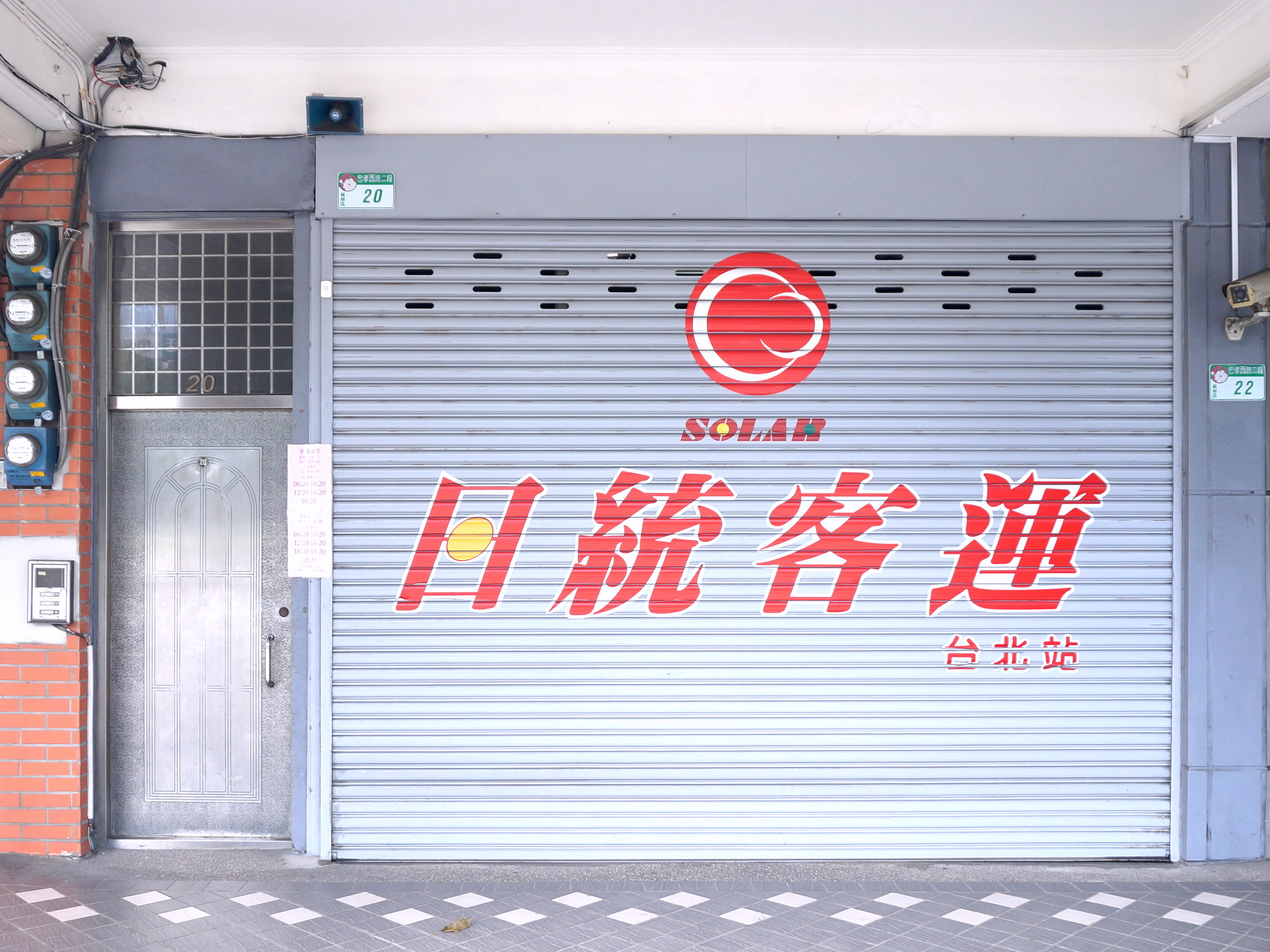
台北站（拍攝時未營業）

| 站名   | 性質                              | 備註         |
| ------ | --------------------------------- | ------------ |
| 台北站 | - 忠孝橋附近 - 國道客運車站       | 已暫停營業。 |
| 三重站 | - 國道客運車站                    | 已暫停營業。 |
| 斗六站 | - 國道客運車站 - 一般公路客運車站 |              |
| 西螺站 | - 國道客運車站 - 一般公路客運車站 | 已暫停營業。 |
| 麥寮站 | - 國道客運車站 - 一般公路客運車站 |              |
| 四湖站 | - 國道客運車站                    | 已暫停營業。 |

### 代售處
| 站名   | 備註         |
| ------ | ------------ |
| 東勢站 | 已暫停營業。 |
| 土庫站 | 已暫停營業。 |
| 崙背站 | 已暫停營業。 |
| 二崙站 | 已暫停營業。 |

## 營運路線

### 雲林縣公路客運
| 路線編號 | 營運區間  | 備註 |
| -------- | --------- | --- |
| 7011     | 斗六─六輕 | 2018年8月修正路線，原西螺段不行駛延平路，取消停靠第一銀行站，改直行中山路，並新增西螺彰銀站。                                                                                             |
| 7012     | 斗六─麥寮 | 2023年的年中(大約是8月份左右）此線原 西螺-麥寮 有停駛一段時間，那段時間只有開延駛線，直到2024的9月這條線才恢復但名稱變成為 斗六-麥寮 相對的7012延這個路線也走入了歷史由現在的主線所取代。 |

### 歷史路線
| 路線編號 | 營運區間             | 備註                                                       |
| -------- | -------------------- | ---------------------------------------------------------- |
| 7000     | 斗六－－臺北         | 2023年2月1日起由統聯客運接手                               |
| 7001     | 北港－－臺北         | 2023年2月1日起由統聯客運接手                               |
| 7001B    | 北港-西螺            | 短端行駛7000合併班次往臺北，2023年2月1日起由統聯客運接手   |
| 7002     | 四湖（麥寮）－－臺北 | 2023年2月1日起由統聯客運接手                               |
| 7002A    | 四湖-西螺            | 短端行駛7000合併班次往臺北，2023年2月1日起由統聯客運接手   |
| 7003     | 四湖－北斗－－台北   | 經東勢、褒忠、崙背、二崙、溪州、明道大學、北斗、林口、三重 |
| 7005     | 中正大學－－臺北     | 2023年1月16日起由統聯客運接手                              |
| 7006     | 梅山－板橋－台北     | 經古坑、斗六、西螺、/、中和、板橋                          |
| 7007     | 北港－台北           |                                                            |
| 7008     | 四湖－臺北           | 經麥寮                                                     |
| 7009     | 四湖－臺北           | 經東勢                                                     |
| 7010     | 嘉義－/－板橋        | 嘉板直達車                                                 |
| 7012延   | 斗六─西螺─麥寮       |                                                            |

## 付費方式
- 公路客運(縣內公車)
  - 悠遊卡（EasyCard）
  - 一卡通（iPASS）
  - 愛金卡（icash）

## 外部連結
- 官方网站
- 日統客運Telegram頻道 （页面存档备份，存于）